# Pteroeides hymenocaulon
Pteroeides hymenocaulon är en korallart som beskrevs av Pieter Bleeker 1859. Pteroeides hymenocaulon ingår i släktet Pteroeides och familjen Pennatulidae. Inga underarter finns listade i Catalogue of Life.